# Gabor (priimek)
Gabor je priimek več znanih oseb:
- Andor Gábor (1884—1953), madžarski pisatelj
- Dennis Gabor (1900—1997), madžarsko-angleški fizik
- Eva Gabor (1919—1995), madžarsko-ameriška igralka
- Magda Gabor (1915—1997), madžarsko-ameriška igralka
- Nastja Gabor, slovenska pop pevka
- Zsa Zsa Gabor (1917—2016), madžarsko-ameriška igralka